# 다이너소어 (영화)
《다이너소어》(Dinosaur)는 2000년 개봉한 디즈니 최초의 컴퓨터 애니메이션 영화이자, 디즈니의 39번째 클래식 애니메이션 장편 영화이다.

## 줄거리
카르노타우루스가 공룡 무리를 공격하고, 이구아노돈 둥지를 파괴하며, 파키리노사우루스를 죽인다. 유일하게 살아남은 이구아노돈 알은 오비랍토르에게 도난당해 선사 시대 여우원숭이가 사는 열대 섬으로 옮겨진다. 여우원숭이 족장 야르의 딸 플리오는 갓 부화한 아기를 알라다르라고 이름 짓고, 야르의 처음 반대에도 불구하고 딸 수리와 함께 알라다르를 키운다.
몇 년 후, 완전히 성장한 알라다르는 여우원숭이들이 짝짓기 의식을 치르는 것을 지켜본다. 이때 플리오의 십대 남동생 지니는 짝을 찾지 못한다. 의식이 끝난 직후, 운석이 지구에 충돌하여 폭발적인 충격파로 섬을 파괴한다. 알라다르와 야르의 가족은 섬을 탈출하여 바다를 건너 본토로 건너간다. 유일한 생존자로서 그들은 여우원숭이들의 죽음을 애도한 후 내륙으로 이동한다.
불타버린 사막을 건너던 중, 무리는 벨로키랍토르 무리에게 공격받는다. 그들은 운석 충돌로 파괴되지 않은 피난처인 둥지터로 향하는 여러 종의 공룡 피난민 무리에 합류하여 탈출한다. 무정한 이구아노돈 무리 리더 크론을 만난 후, 그들은 무리의 뒤쪽으로 물러나 세 마리의 늙은 공룡들과 친구가 된다. 그들은 스티라코사우루스 에마, 그녀의 애완동물 안킬로사우루스 얼, 그리고 그녀의 친구인 브라키오사우루스 베일렌이다. 무리는 며칠 동안 물 없이 호수 자리로 이동했지만, 호수가 말라붙은 것을 발견한다. 크론은 무리에게 계속 이동하여 가장 약한 자들은 죽게 내버려두라고 명령하지만, 알라다르는 힘들어하는 에마와 함께 남는다. 그와 베일렌은 지하수위에 도달할 때까지 땅을 파서 무리를 탈수로부터 구한다. 알라다르의 연민에 감동한 크론의 여동생 니라는 그에게 가까워지기 시작한다. 그러나 크론은 알라다르의 높아지는 인기를 위협으로 여긴다.
한편, 두 마리의 카르노타우루스가 무리를 추적하고 있었고, 크론의 부관 브루톤이 이끄는 정찰대를 매복 공격한다. 공격에서 살아남은 심하게 다친 브루톤은 다가오는 포식자들에 대해 경고한다. 그들을 따돌리기 위해 크론은 알라다르, 여우원숭이들, 늙은 공룡들, 그리고 부상당한 브루톤을 고의로 뒤에 남겨두고, 그들이 추격자들의 속도를 늦출 것이라고 기대한다. 버려진 무리는 비바람이 시작되자 동굴에 피신하지만, 카르노타우루스는 밤중에 그들을 찾아내 공격한다. 공격하는 포식자들을 막아내던 브루톤은 한 마리의 카르노타우루스를 죽이는 동굴 붕괴를 일으키기 위해 자신을 희생하고, 다른 한 마리는 후퇴할 수밖에 없게 된다.
동굴 깊숙이 들어간 무리는 막다른 길에 도달하여 알라다르는 잠시 희망을 잃는다. 베일렌은 포기하는 그를 꾸짖고, 힘을 사용하여 벽을 부수고 다른 쪽의 온전한 둥지터를 드러낸다. 무리가 잠시 축하하는 동안, 에마는 산사태로 인해 계곡으로 들어가는 평소 입구가 막혔다는 것을 알아챈다. 알라다르는 크론에게 경고하기 위해 서두른다. 크론은 다른 쪽에 낭떠러지가 있다는 것을 모른 채 무리에게 잔해를 기어오르도록 강요하고 있었다. 크론은 그 경고를 무리 리더 자리에 대한 도전으로 여기고 알라다르와 싸우지만, 니라가 알라다르를 옹호하며 개입한다. 그녀와 무리는 알라다르와 함께 떠나고, 크론은 뒤에 남는다.
살아남은 카르노타우루스가 도착하여 무리에게 달려든다. 알라다르는 모두를 모아 그에 맞서게 하고, 수적으로 불리한 카르노타우루스는 물러설 수밖에 없게 된다. 포식자는 크론이 혼자 바위를 기어오르려는 시도를 알아채고 대신 그를 공격한다. 알라다르와 니라는 크론을 도우러 달려가지만, 그는 치명상을 입는다. 알라다르는 카르노타우루스를 낭떠러지 끝으로 밀어붙이고, 땅이 무너지면서 카르노타우루스는 떨어져 죽는다. 알라다르와 니라는 크론의 죽음을 애도한 후, 무리를 둥지터로 이끈다. 얼마 후, 알라다르와 니라의 새끼들을 포함한 새로운 세대의 공룡들이 부화한다. 여우원숭이들은 더 많은 동족을 찾아 새로운 보금자리를 함께 받아들인다.

## 출연진
- D. B. 스위니 - 알라다
- 줄리아나 마걸리스 - 니라
- 앨프리 우더드 - 플리오
- 오시 데이비스 - 야르
- 헤이든 패네티어 - 수리
- 맥스 카셀라 - 지니
  - 대릴 사바라 - 아역
- 사무엘 E. 라이트 - 크론
- 델라 리즈 - 이마
- 조앤 플로라이트 - 베일린
- 피터 시라구사 - 브루톤

## 한국판 성우진
- 최원형 - 알라다
- 함수정 - 니라
- 성병숙 - 플리오
- 김진태 - 야르
- 한상덕 - 크론
- 이봉준 - 브루톤
- 강수진 - 지니
  - 오승윤 - 아역
- 김초연 - 수리
- 나수란 - 베일린
- 박민아 - 이마